# Arkadi Sergejewitsch Ostaschow
Arkadi Sergejewitsch Ostaschow (russisch Аркадий Сергеевич Осташёв; * 14. Januar 1929; † 22. November 2002) war ein sowjetischer kirgisischer Maler.

## Leben
Er wurde am 14. Januar 1929 in dem Dorf Nikolskoje, Wolokolamski rajon, Oblast Moskau, geboren. In der Zeit von 1945 bis 1949 lernte er an der Saratower Kunstschule im Fach für Kunstpädagogik.
1949 begann er ein Studium an der Repin-Hochschule für Malerei, Bildhauerei und Architektur der Akademie der Künste der UdSSR in Leningrad (heute St. Petersburg) im Grafik-Fach unter der Leitung von  A. F. Pachomow.
Seine Diplomarbeit war eine Reihe von Estampen über W. W. Majakowski. In den späteren Jahren befasste sich der Maler intensiver mit der Persönlichkeit des Dichters. Heute sind mehrere grafische Kunstwerke aus dieser Reihe Bestandteil der Sammlungen im Majakowski-Staatsmuseums in Moskau.
Nach dem Studium im Jahre 1956 ist Ostaschow nach Frunse (heute Bischkek) umgezogen. Zu seinem Betätigungsfeld dort gehörte unter anderem künstlerische Gestaltung und Illustrieren kirgisischer Bücher sowie Staffeleigrafik. In diesem Jahr ist er Mitglied des Künstlerverbandes der UdSSR geworden.
Seine Grafiken, wie z. B. eine Serie von Stichen „Toktogul im Exil“, „Basar“, „Osch“ und andere, sind mehrmals sowohl in der Republik Kirgistan als auch in der gesamten UdSSR ausgestellt worden. Sechs Stiche aus der Serie „Toktogul im Exil“ befinden sich in den Sammlungen der Tretjakow-Staatsgalerie in Moskau.
Seine Buchillustrationen und -Gestaltungen zu den Werken von Aitmatow, Abdukarimow, Baktenow, Toktogul sind im Rahmen der Kunstausstellungen in Kirgisistan und anderen Sowjetrepubliken mehrfach mit Preisen, Urkunden und Zertifikaten ausgezeichnet worden.
Im Jahre 2001 ist Ostaschow der Titel „Volkskünstler der Republik Kirgisistan“ verliehen worden.

## Werk
Vorzugsweise benutzte Ostaschow in seinen Arbeiten solche grafische Techniken wie Schwarz-Weiß-Linolschnitt, Aquarell und Pastell. Als Themen wählte er historische Ereignisse, Stillleben, Porträts, Landschaftsmotive, alltägliches Leben einfacher Menschen in Kirgisistan, Auszüge aus Biografien berühmter Persönlichkeiten aus Kunst und Literatur, wie z. B. Rembrandt van Rijn, Fjodor Dostojewski, Alexander Puschkin, Nikolai Nekrassow, Toktogul, Tschingis Aitmatow und andere.
Der Maler beherrschte meisterhaft den so genannten akademischen Zeichenstil. Im Laufe seines Lebens und darüber hinaus sind seine Werke in zahlreichen Museen und Galerien in Russland und anderen Sowjetrepubliken, in Birma, Sri Lanka, Rumänien, Dänemark, Schweden, der Mongolei und anderen Ländern ausgestellt worden.
Ostaschows Werke sind in der Tretjakow-Staatsgalerie, im Puschkin-Staatsmuseum der bildenden Künste, im Gorki-Literaturmuseum, im Staatsmuseum für Orientalische Kunst, im Lenin-Museum, im Majakowski-Staatsmuseum, im Kirgisischen Staatsmuseum der bildenden Künste und in anderen Museen und privaten Sammlungen zu finden.

## Auszeichnungen
- Medaille „Für Auszeichnung in der Arbeit“ (1958) für die aktive Teilnehmung in der Zweiten Dekade Kirgisischer Literatur und Kunst in Moskau
- Bronze WDNCh-Medaille (1962, 1974)
- Silber WDNCh-Medaille (1965)
- Jubiläumsmedaille „Zum Gedenken an den 100. Geburtstag von Wladimir Iljitsch Lenin“ (1970)
- Abzeichen „Bester der Poligrafie“ (1974)
- Ehrenurkunde Oberster Sowjet der Kirgisischer SSR (1976)
- Verdienter Künstler der Kirgisischer SSR (1978)
- Volkskünstler der Republik Kirgisistan (2001)

## Liste der Galerien
Hier ist die Lister der Museen und Galerien wo Ostaschews Werke ausgestellt sind
- Kirgisisches Staatsmuseum der bildenden Künste
- Kirgisisches Staatsmuseum der Geschichte
- Frunse-Museum
- Tretjakow-Staatsgalerie in Moskau
- Puschkin-Museum der bildenden Künste in Moskau
- Gorki-Literaturmuseum in Moskau
- Staatsmuseum für Orientalische Kunst in Moskau
- Lenin-Museum in Moskau
- Majakowski-Bücherei -Museum in Moskau
- Wissenschaftliches Forschungsmuseum der Kunstakademie der UdSSR in St. Petersburg
- Stadt-Museum in St. Petersburg
- Lenin-Museum in St. Petersburg
- Staatliches Literaturmuseum „Puschkin-Haus“ in St. Petersburg
- Majakowski-Haus-Museum
- Ausstellungen- und Panoramen Direktorat in Moskau
- Volkskunstgalerie in Schuschenskoje
- Volksmuseum in Valujki
- Kolchosmuseum in Orlovka
- Kolchosmuseum „Kysyl-Schark“
- Museum der Künste  in Süd-Sachalin
- Museum der Künste in Batken
- Zahlreiche Museen im Ausland und private Sammlungen